# П'ятилиповка
П'ятили́повка (рос. Пятилиповка, марій. Вичписте) — присілок у складі Гірськомарійського району Марій Ел, Росія. Входить до складу Пайгусовського сільського поселення.

## Населення
Населення — 83 особи (2010; 93 у 2002).
Національний склад (станом на 2002 рік):
- гірські марійці — 91 %